# XM
XM, что означает «расширенный модуль» (англ. extended module), — это тип аудиофайла, созданный демогруппой Triton для трекера FastTracker 2. Формат XM поддерживает музыкальные инструменты с мультисэмплингом, объемность по громкости и панорамированию (англ. panning). Также поддерживаются цикличное воспроизведение и простейшее сжатие. По сравнению с форматом MOD, в XM расширен список доступных эффектов и каналов, добавлена поддержка 16 бит и альтернативная таблица частот для портаменто.
Является основным форматом для большинства трекерной музыки.
Описание формата XM было опубликовано его автором Фредриком Хассом (также известным как Mr.H) в 1994 году в простом текстовом файле XM.TXT. Этот файл сопровождал версию 2.08 трекера FastTracker 2, а также его последнюю известную бета-версию: 2.09b.
Формат XM неоднократно расширялся. Например, авторы ModPlug Tracker добавили поддержку сжатия 4-битного ADPCM, что позволяет уменьшить размер почти вдвое, почти без ущерба качеству звука. В 2006 году авторы uFMOD представили урезанный формат XM (англ. StrippedModule), в котором сокращены пустые заголовки для уменьшения размера файла. В этом же году опубликовано неофициальное описание формата XM, которое включает известные на тот момент расширения.
Также существует расширение OXM (oggmod), которое использует сжатие Vorbis.